# Gare de Moriyama (Shiga)
La gare de Moriyama (守山駅, Moriyama-eki) est une gare ferroviaire située à Moriyama, dans la préfecture de Shiga au Japon.

## Situation ferroviaire
La gare se trouve au point kilométrique (PK) 487,0 de la ligne principale Tōkaidō.

## Histoire
La gare a ouvert le 16 avril 1912.

## Service des voyageurs

### Accueil
La gare dispose d'un bâtiment voyageurs, avec guichets, ouvert tous les jours.

### Desserte
- Ligne Biwako :
  - voie 1 : direction Maibara, Nagahama et Ōgaki
  - voie 2 : direction Kyoto et Osaka